# Lorenzo Perosi

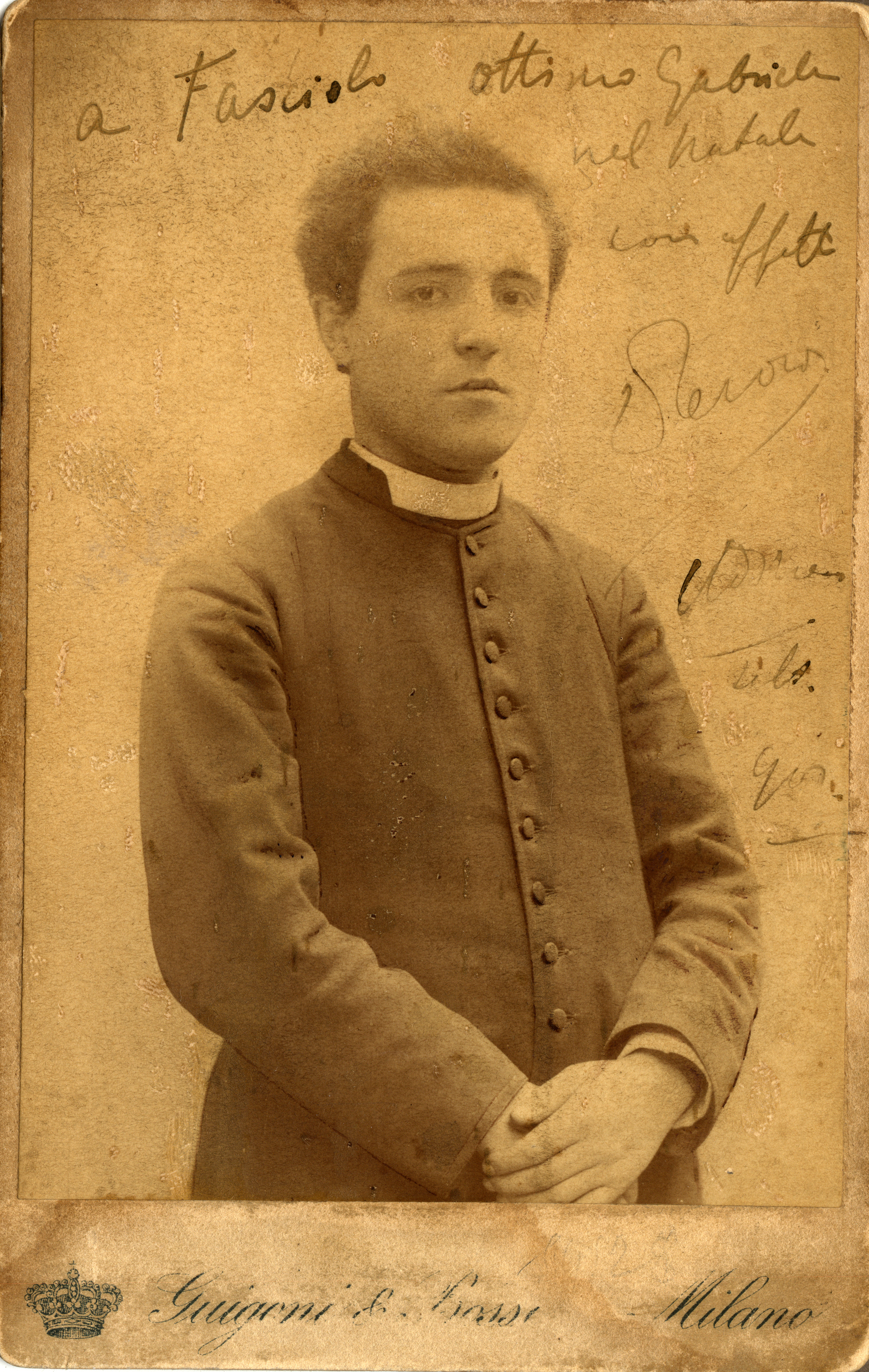
Lorenzo Perosi.

Lorenzo Perosi (Tortona, 21 de diciembre de 1872 - Roma, 12 de octubre de 1956) fue un eclesiástico y compositor italiano especializado en música sacra, extraordinariamente famoso e influyente en su tiempo (sobre todo entre la década de 1890 y la de 1920). Perteneció al grupo de compositores italianos llamados «Giovane Scuola» (Joven Escuela), entre los que se contaban autores tan importantes como Puccini, Mascagni, Leoncavallo, Giordano o Cilea. De todos ellos, Perosi fue el único que no compuso nunca una ópera: su especialidad, dentro de la música sacra, fueron sus majestuosos oratorios, sus misas polifónicas y sus motetes, con los que impulsó un movimiento de renovación de la música religiosa que se conoció como cecilianismo (en honor a santa Cecilia, patrona católica de los músicos). Fue un autor muy prolífico: según Arturo Sacchetti, compuso más de tres mil obras.

## Infancia y juventud
Perosi fue uno de los doce hijos del maestro de capilla de la catedral de Tortona, Giuseppe Perosi, de los cuales sólo seis sobrevivieron más allá de la infancia. Lorenzo creció en un ambiente familiar extremadamente religioso y musical: todos sus ancestros desde dos siglos atrás se habían dedicado a la música y su padre era uno de los músicos de iglesia más prominentes de Italia. Fue precisamente Giuseppe Perosi su primer maestro, quien también instruyó a sus otros hijos. De ellos, Carlo Perosi llegó a ser sacerdote y después cardenal, y Marziano Perosi llegará a ser maestro de capilla de la catedral de Milán entre 1930 y 1949. El 6 de marzo de 1887 Lorenzo ingresó como terciario franciscano. En 1888 aprueba el examen de evaluación del Liceo Musicale di Santa Cecilia (hoy Accademia di Santa Cecilia) de Roma y comenzó a seguir un curso por correpondencia con el Conservatorio de Milán. A los dieciocho años es organista y maestro de canto en la Abadía de Montecassino, puestos que abandonará en 1891 por motivos de salud. Se breve estancia en Montecassino será, sin embargo, determinante en su formación, ya que en esta abadía benedictina pudo cultivar su amor por el canto gregoriano y profundizar en su conocimiento. 
En 1892 se diplomó en la escuela de contrapunto del Conservatorio de Milán y después, protegido por el conde Lurani Cernuschi, se trasladará a Ratisbona durante un tiempo para continuar sus estudios con Franz Xaver Haberl, famoso musicólogo (editó la obra completa de Palestrina y Lasso), compositor de música sagrada y fundador de la Kirchenmusikschule. El talento de Perosi era tan extraordinario que Haberl le ofreció una cátedra en la Kirchenmusikschule, pero Perosi declinó el puesto y decidió regresar a Italia. En 1893 es nombrado maestro de capilla en Imola. En esta ciudad comenzó Perosi a publicar sus primeros trabajos musicales. En 1894 se hace cargo de la Cappella Marciana (coro de la Basílica de San Marcos de Venecia). Ese mismo año de 1894 viaja a Francia y estudia en la Abadía de Solesmes el canto gregoriano con los grandes especialistas André Mocquereau y Joseph Pothier. Tras terminar sus estudios del seminario (durante los cuales conoció a Luigi Orione, con el que mantendrá amistad) fue ordenado sacerdote en 1895.

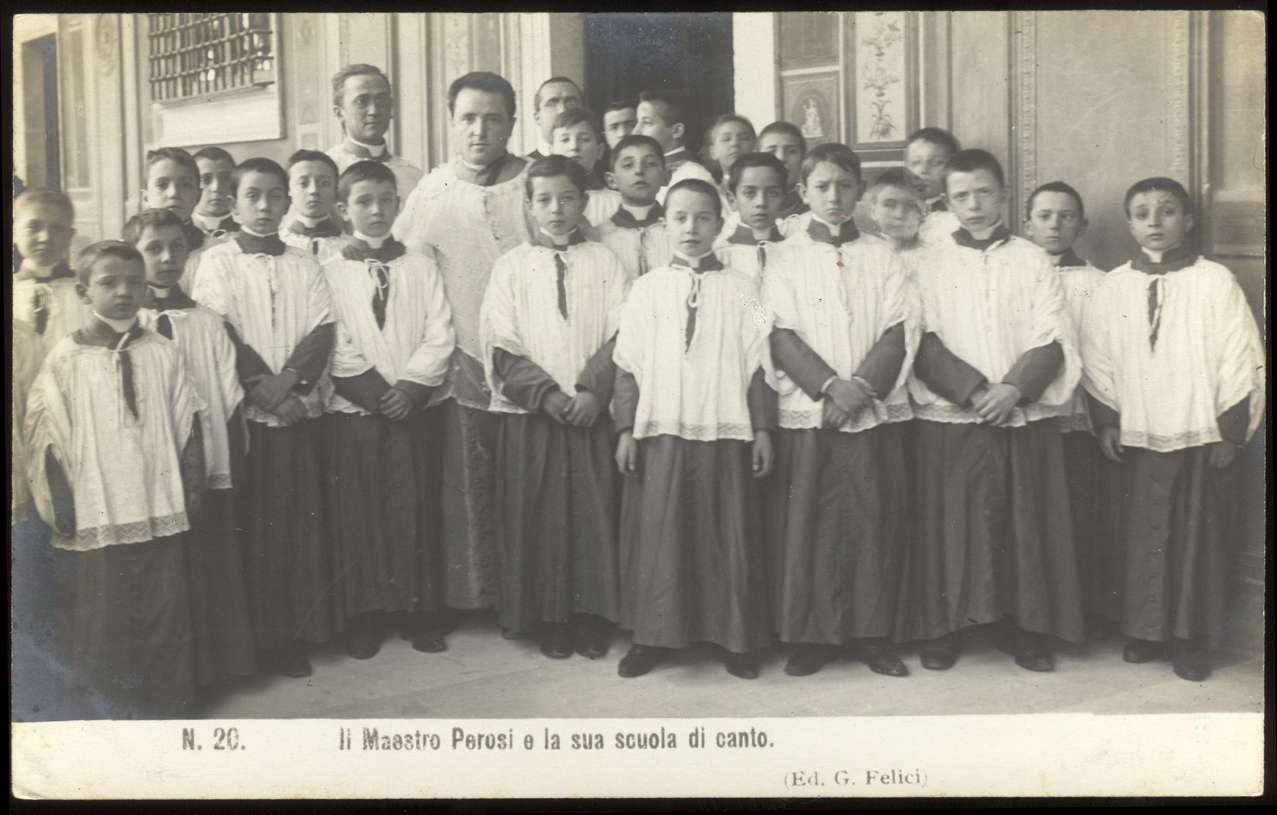
Perosi rodeado por los niños de la escolanía de la Capilla Sixtina.

## Roma. Primeros oratorios. El Salone Perosi de Milán
En 1898 Perosi obtiene de León XIII el título de Director Perpetuo de la Cappella Musicale Pontificia Sistina (esto es, del Coro de la Capilla Sixtina), cargo que Perosi desempeñará hasta su muerte. Ese mismo año estrenó el primero de sus oratorios, su Passione Secondo S. Marco. Pronto compondrá nuevos oratorios y su fama se extendió rápidamente, tanto que los críticos llegaron a hablar del Momento Perosiano. Su música no sólo se hizo muy popular entre las masas de fieles, también compositores importantes manifestaron su aprecio por Perosi: así lo hicieron Giacomo Puccini, Pietro Mascagni, Arrigo Boito, Jules Massenet, Alexandre Guilmant o Leoš Janáček.
Entre 1900 y 1907 muchos de sus estrenos tuvieron lugar en el Salone Perosi de Milán (Via Barnaba, 46), una antigua iglesia habilitada como auditorio expresamente para la interpretación de la música sacra de Perosi. En el Salón Perosi el compositor halló un lugar apropiado para la ejecución de su música, al ser più ecclesiastico di un teatro e più teatrale di una chiesa («más eclesial que un teatro y más teatral que una iglesia»). El estreno más importante fue el del oratorio Mosè, basado en la figura de Moisés que dirigió Arturo Toscanini en mayo de 1901.

## Problemas de salud
En 1903 comenzó a sufrir problemas nerviosos y llegó a padecer manía persecutoria. En 1908, tras la muerte de su padre, atravesó una profunda crisis, en la que llegó a repudiar toda la música que había compuesto hasta entonces. Por consejo médico, se retiró durante un tiempo en Bandino (Florencia). Su salud mejoró en 1910 y volvió a sus actividades normales, pero en 1913 una nueva crisis le llevó a considerar «superadas» sus obras musicales. Durante los momentos más agudos de esta crisis, la dirección del coro de la Capilla Sixtina fue asumido interinamente por su hermano Marziano y por monseñor Raffaele Casimiri. 
En 1922 atravesó otra grave crisis espiritual y religiosa, agravada por la muerte de su madre. Ante el temor de que pudiera destruir sus manuscritos, fue declarado en entredicho por el Tribunal Eclesiástico de Roma. Al año siguiente inició un riguroso régimen vegetariano (comenzó a firmar como Piero Piolti el Vegetariano). Sus condiciones de salud, sin embargo, no le impidieron componer y dirigir. Así, el 19 de enero de 1925 dirigió en la Basílica de Santa María degli Angeli e dei Martiri de Roma (con la familia real presente) la Misa fúnebre oficial dedicada a Giacomo Puccini, fallecido el 29 de noviembre de 1924.

## Recuperación y últimos años
En 1930 fue revocado el interdicto y en 1936 Pío XI le concedió de nuevo el permiso para celebrar misa. A propuesta de Pietro Mascagni fue nombrado miembro de la Accademia d'Italia. Perosi volvió a cumplir sus funciones en la Capilla Sixtina y comenzó un período de gran actividad: fue director de Radio Vaticano, emisora desde la que su música fue difundida a todo el mundo. En marzo de 1954 se le descubrieron graves problemas circulatorios y su salud fue empeorando progresivamente. El 12 de marzo de 1955, aniversario de la elevación al papado de Pío XII dirigió por última vez al coro en la Capilla Sixtina. El 12 de octubre de 1956 murió en Roma, a la edad de 83 años.

## Estilo
La música de Perosi está muy influida por su profundo conocimiento del canto gregoriano y de la polifonía del siglo XVI. Rehuyó por completo el estilo imperante en la música profana del momento, esto es, la ópera post-verdiana y el verismo. Concedió gran importancia a los textos de sus obras, algo lógico al tratarse de música litúrgica o religiosa pensada para interpretarse en los templos y no en las salas de concierto, aunque también compuso música de cámara, obras orquestales y organísticas.

## Obras más destacadas

### Misas
- Missa Te Deum Laudamus a dos voces
- Missa Cerviana a tres voces masculinas
- Requiem a tres voces masculinas
- Missa Pontificalis a tres voces mixtas
- Missa Benedicamus Domino a cuatro voces mixtas
- Missa Eucharistica a cuatro voces mixtas
- Missa in honorem Beati Caroli para cinco voces (misa en rito ambrosiano)

### Otras obras religiosas
- La Passione di Cristo secondo S. Marco: trilogía sacra para solistas, coro y orquesta
- Stabat mater a cuatro voces
- Ave Maria a dos voces

#### Motetes y oratorios
- Domine, salvum me fac, In coena Domini, Tu es Petrus, Oremus Pro Pontifice, Sacerdos et Pontifex, Ave verum corpus, La Resurrezione di Cristo, Transitus Animae, Mosè, La Resurrezione di Lazzaro, Il Natale del Redentore, La Trasfigurazione di nostro Signore Gesù Cristo, L'entrata di Cristo in Gerusalemme, La strage degli innocenti, O cor Iesu.

#### Salmos
- Beatus vir, Laudate Pueri, Dixit Dominus

#### Canciones
Algunas canciones piadosas de Perosi fueron muy populares en Italia y se interpretaron abundantemente hasta la renovación del repertorio musical popular que supuso el Concilio Vaticano II. Algunas de estas canciones son:
- Lodate Maria
- Mille volte benedetta
- Mondo, più per me non sei
- Pietà Signor
- Sei Pura sei Pia

### En italiano
- AMADORI, Andrea: Lorenzo Perosi: Documenti e inediti (1999) ISBN 88-7096-233-4
- BASSI, Adriano: Don Lorenzo Perosi: L'uomo, il compositore e il religioso (1994) ISBN 88-7514-708-6
- BRUNI, Massimo: Lorenzo Perosi, il Cantore Evangelico (Con uno scritto di Gianandrea Gavazzeni). Turín: 1972
- DAMERINI, Adelmo: Lorenzo Perosi (1953)
- GLINSKI, Matteo: Lorenzo Perosi (1953)
- MERLATTI, Graziella: Lorenzo Perosi, una vita tra genio e follia (Àncora, 2006 - Collana: Testimoni del nostro tempo) ISBN 88-514-0330-9
- ONOFRI, Teodoro: Lorenzo Perosi nei giorni imolesi (1977)
- PAGANO, Sergio: L'epistolario 'vaticano' di Lorenzo Perosi (1867-1956) (1996) ISBN 88-211-9120-6
- PAGLIALUNGA, Arcangelo: Lorenzo Perosi (1952)
- RINALDI, Mario: Lorenzo Perosi (1967)
- SANARICA, Marino: Lorenzo Perosi (Rímini, 1999) ISBN 88-8049-161-X

### En alemán
- HESSE, Helmut: «Lorenzo Perosi. Sein Leben und seine Musik», en Musica Sacra, vol. 101, 1981, libro 5, p.343-349.

### En inglés
- CIAMPA, Leonardo: Don Lorenzo Perosi. AuthorHouse, 2006. ISBN 978-1-4259-3440-8

- Datos: Q590512
- Multimedia: Lorenzo Perosi / Q590512